# Rolf Martinsson
Rolf Stefan Martinsson, född 1 maj 1956 i Boalt i Glimåkra socken i Skåne, är en svensk tonsättare och professor. Martinsson invaldes 2013 som ledamot av Kungliga Musikaliska Akademien.

## Biografi
Rolf Martinsson är son till modellsnickaren Olle Martinsson och artisten Sonja Martinsson, en av medlemmarna i sånggruppen Göingeflickorna. Han växte upp i Göinge och fick sina tidiga musikaliska intryck från familjens musikverksamhet i folkparker med mera landet runt och med folkkära artister som Gnesta-Kalle och Jokkmokks-Jokke. Symfonirockgruppen Ekseptions tolkningar av klassisk musik samt jazzmusik blev uppväxtårens stora inspirationskällor.
Martinsson utbildade sig 1975–81 till musiklärare vid Musikhögskolan i Malmö och fortsatte där 1981–85 i skolans första avgångsklass av studenter i komposition för bland andra Brian Ferneyhough, Sven-David Sandström, Hans Eklund, Sven-Eric Johanson, Jan W. Morthenson och Sven-Erik Bäck. Han undervisar sedan 1987 i musikteori, komposition och arrangemang vid samma högskola och är sedan 2006 professor i musikteori med arrangemang och komposition
Han var 1980 en av initiativtagarna till FUTIM (Föreningen unga tonsättare i Malmö). 1984 var han producent för UNM-festivalen (Ung nordisk musik) i Malmö och blev 1986 invald i Föreningen svenska tonsättare. Han är sedan 2002 Malmö symfoniorkesters konstnärlige rådgivare för ny musik och har under flera år varit utsedd till dess "huskompositör" med ett flertal beställda verk. Betydande elever som har studerat för Martinsson har varit: Krister Hansén, Tobias Broström, Carin Bartosch Edström, Catharina Backman, Benjamin Staern, Albert Schnelzer, Stefan Klaverdal, Martin Svensson, Ulrika Emanuelsson, Thomas Blum, Fredrik Ed och Kent Olofsson för att nämna några.

### Musikproduktion
Rolf Martinsson arbetar ofta i en vitalt melodisk, senromantiskt inspirerad stil och har skrivit verk i ett flertal genrer såsom orkesterverk, konserter för soloinstrument och orkester, körverk, solo- och kammarmusikverk och radioteatermusik. Sina största framgångar har han kanske haft med sina orkesterverk och solokonserter. Flera av verken har tillkommit på beställning av svenska och utländska ensembler. Hans musik har framförts i alla världsdelar, däribland i Carnegie Hall i New York, Musikverein i Wien, Berliner Philharmonie, Royal Festival Hall och Wigmore Hall i London, Salzburger Festspielhaus och Suntory Hall i Tokyo och med ledande orkestrar i framför allt Europa och Amerika i samarbete med dirigenter som Alan Gilbert, Andris Nelsons, Sakari Oramo, Neeme Järvi, Manfred Honeck, Edward Gardner, Vassily Sinaisky och John Storgårds. 
Ur hans produktion kan nämnas orkesterstyckena Dreams (1995, inspirerat av Akira Kurosawas film med samma namn) och Open Mind (2005), stråkorkesterverket A.S. in memoriam (1999; "A.S." står för kompositören Arnold Schönberg) samt en serie pianoverk skrivna med utgångspunkt från Zodiakens stjärntecken. Oratorieverket Lukaspassionen (med text från Lukasevangeliet och Göran Greider) uruppfördes i stilla veckan 2012 parallellt på tretton olika kyrkoplatser runt om i Sverige.
Han har återkommande samverkat med solister som Lisa Larsson, Martin Fröst, Edicson Ruiz, Anders Paulsson, Anne Sofie von Otter, Håkan Hardenberger och Christian Lindberg. Bland återkommande framförda solistverk finns det internationella genombrottsverket trumpetkonserten Bridge (1998) för Håkan Hardenberger, klarinettkonserten Concert Fantastique (2010) och Suite Fantastique (2011) för Martin Fröst, jazzinspirerade sopransaxofonkonserten Golden Harmony (2012) för Anders Paulsson och baskonserten Double Bass Concerto (2011) för Dan Styffe och ofta även framfört av Ericson Ruiz runt om i Europa, Sydamerika och Asien.
Det långvariga samarbetet med sopranen Lisa Larsson inleddes med utformandet av den höga versionen av Orchestral Songs on Poems by Emily Dickinson (2009) för sopran och orkester och har lett till beställningsverk som Ich denne Dein... för sopran och orkester (2014), Garden of Devotion för sopran och stråkorkester (2014). Orkesterverket In i evigheten med texter av Karin Boye beställdes för och uruppfördes vid invigningskonserten för Malmö Live 28 och 29 augusti 2015 med Larsson som solist. Denna konsert direktsändes också av Sveriges Radio P2 samt inspelad i Sveriges Television 10 oktober 2015.
Martinsson har varit Composer in Residence hos stråkorkestern Musica Vitae (2000-2001), hos Malmö symfoniorkester (2002-2006), Helsingborgs symfoniorkester (2014-2017) och Netherlands Philharmonic Orchestra i Concertgebouw, Amsterdam (2014-2015). Vid Stockholm International Composer Festival 2008 gjordes mer än 20 framföranden av hans musik med Kungliga Filharmoniska Orkestern, ledd av Sakari Oramo.
Mycket av Martinssons musik finns utgiven på skivbolag som BIS Records och Daphne Records.

## Utmärkelser, ledamotskap och priser
- Medaljen Litteris et Artibus av 8:e storleken i guld (GMleta, 2018) för framstående konstnärliga insatser som tonsättare[9]
- Ledamot av Kungliga Musikaliska Akademien (LMA, 2013)
- 2007 – Konstnärsnämndens arbetsstipendium för tonsättare
- 2007 – Rosenbergpriset
- 2005 – Svenska Musikförläggarföreningens pris för Fairlight "Årets mest betydelsefulla konstmusikverk"
- 2003 – Konstnärsnämndens arbetsstipendium för tonsättare
- 2001 – Einar Hansens stiftelses stipendium för konstnärlig verksamhet
- 1997 – Kristianstads läns Landstings Kulturstipendium
- 1997 – Malmö Stads Kulturstipendium
- 1997 – Konstnärsnämndens arbetsstipendium för tonsättare
- 1990 – Vinnare av Lunds 1000-årsjubileums kompositionstävling
- 1986 – Malmö Kommuns Kulturpris
- 1983 – Kristianstad läns Kulturpris

## Verk
- 1980 – Impression för liten orkester
- 1980 – Stråkkvartett nr 1, op. 1
- 1981 – Evighetsland för baryton, recitation, blandad kör och liten orkester till text av Pär Lagerkvist, op. 2
- 1981 – Orchestral Poem No. 1 för liten orkester, op. 3
- 1982 – Kvartett för oboe, klarinett, violin och cello, op. 4
- 1982 – Septett för sopran, flöjt, klarinett/basklarinett, viola, cello, gitarr/piano till text av Karl Vennberg, op. 5
- 1983 – Musiken till Raoul för blandad kör a cappella till text av Eric Åkerlund, op. 6
- 1983 – Klarinettsextett för 3 klarinetter och 2 basklarinetter, op. 7
- 1983 – Rondo för stråksextett
- 1984 – Konsert för flöjt, marimba och stråkorkester
- 1984 – Kadenser till Joseph Haydns Cellokonsert i D-dur
- 1984 – Gösta Oswald till minne för recitation, piccolo/altflöjt, 3 klarinetter och basklarinett till text av Karl Vennberg, op. 8
- 1984 – Japanska aforismer för mezzosopran, flöjt, vibrafon och gitarr/kontrabas till tankadikter i svensk översättning av Per Erik Wahlund, op. 9
- 1984 – Dawning Landscapes, Concertino för flöjt, oboe och stråkorkester/stråkkvartett till minne av Alban Berg, op. 10
- 1984 – Lontano för oboe/sopransax och orgel, op. 11
- 1985 – Japanska poem för sopran och gitarr, op. 12
- 1985 – Tag ett träd i din famn för mezzosopran och piano, op. 13
- 1985 – Orgelmusik – Bikten, op. 14
- 1985 – Reflexer för gitarr, op. 15
- 1986 – Trio för klarinett, viola och piano
- 1986 – Vårsyn för flöjt, tenor och manskör till text av Vilhelm Ekelund, op. 16
- 1986 – Woodwind Quintet för flöjt, oboe, klarinett, valthorn och fagott, op. 17
- 1986 – Duo för violin och cello, op. 18
- 1987 – Scorpius, intermezzo för piano, op. 19
- 1987 – Tag mig. – Håll mig. – Smek mig sakta för sopran, flöjt, klarinett, viola, gitarr/kontrabas till text av Harriet Löwenhjelm, op. 20
- 1987 – Vattennätter för blandad kör a cappella till text av Vilhelm Ekelund, op. 21
- 1987 – Triptyk, fantasi för basklarinett och, piano, op. 22
- 1988 – Midsommardröm i fattighuset till text av Pär Lagerkvist
- 1988 – Det blåa ljuset till text av Franz Fühmann
- 1988 – Indiska sånger för sopran och piano till text av Rabindranath Tagore i svensk översättning av Kristian Anderberg, op. 23
- 1988 – Oboekvartett, op. 24
- 1988 – Kammarkonsert nr 1, op. 25
- 1989 – Tre sånger för mezzosopran, flöjt och piano till text av Pär Lagerkvist
- 1989 – Prélude sans fugue för piano
- 1989 – Oxen och åsnan till text av Bengt Anderberg
- 1989 – Fanfare to Lund's Millennial Celebration för stor brassensemble eller liten orkester
- 1989 – Pesces för piano, op. 26
- 1990 – Drömmar i glas, musik för radioteatern
- 1990 – Den hemliga liljan för mezzosopran, viola och piano till text av Vilhelm Ekelund
- 1990 – Leaves, blockflöjtskvintett, op. 27
- 1990 – Kyoku för baryton, flöjt, trumpet, gitarr/elgitarr, piano/synt, slagverk och 3 dansare, op. 28
- 1991 – Capriccio för violin, op. 29
- 1991 – Monogram för tuba, flöjt, oboe, klarinett, valthorn och fagott, op. 30
- 1991 – Monodi för tuba, op. 31
- 1992 –  Virgo, inermezzo för piano, op. 32
- 1992 –  Garden of Chimes för sopran, piccolo, valthorn, celesta, slagverk och cello till text av Rabindranath Tagore i svensk översättning av Kristian Anderberg, op. 33
- 1992 – Whiz för flöjt och slagverk, op. 34
- 1993 – Six Miniatures from New Colours for Guitar
- 1993 – New Colours, 16 små stycken för gitarr
- 1993 – Månsånger för manskör a cappella till tankadikter i svensk översättning av Per Erik Wahlund
- 1994 – Duellen för manskör a cappella till text av tonsättaren
- 1995 – Rosen för mezzosopran och viola till text av Edith Södergran
- 1995 – Dreams, symfoniska scener för stor orkester, op. 35
- 1996 – Vid havet för blandad kör a cappella till text av Pär Lagerkvist
- 1996 – Lontano för sopransax och orgel, op. 11b
- 1996 – Libra, intermezzo för piano, op. 36
- 1996 – Forces and Spaces för violin, klarinett, altsax och piano, op. 37
- 1996 – Förnimmelser för blandad kör och piano till text av Vilhelm Ekelund, op. 38
- 1996 – Syner för blandad kör a cappella till text av Vilhelm Ekelund, op. 39
- 1996 – Metallic Movements, brasskvintett för 2 trumpeter, valthorn, trombon och tuba, op. 40
- 1996 – Shadowed Pitch för kammarorkester, op. 41
- 1997 – Cattle Music för oboe, altsax, piano/slagverk, violin, cello och kontrabas, op. 42
- 1997 – Tics för flöjt, viola, gitarr, op. 43
- 1997 – Leo, intermezzo för piano, op. 44
- 1998 – Arpeggio för harpa, op. 45
- 1998 – Gemini, intermezzo för piano, op. 46
- 1998 – Bridge, trumpetkonsert nr 1, op. 47
- 1998 – Solobridge för trumpet, op. 48
- 1999 – Tango Caporal för mezzosopran, cello och piano till text av Jacques Werup
- 1999 – To the Point för violin och piano, op. 49
- 1999 – A. S. in Memoriam för 15 stråkar, op. 50a
- 1999 – Twilight för valthorn och piano, op. 51
- 2000 – Silvernatten för sopran, blandad kö och stor orkester till text av Vilhelm Ekelund, op. 52
- 2000 – Tre miniatyrsånger för flickkör a cappella till text av Pär Lagerkvist, op. 53
- 2000 – String Pieces för liten stråkorkester, op. 54
- 2001 – A. S. in Memoriam för stråkorkester, op. 50b
- 2001 – Juli för oboe, 2 violiner, viola och cello
- 2001 – String Moments för liten stråkorkester, op. 55
- 2001 – String Forces, pianokvintett, op. 56
- 2001 – Sagittarius, intermezzo för piano, op. 57
- 2001 – Face to Face för trumpet, op. 58
- 2002 – Aries, intermezzo för piano, op. 59
- 2002 – Wind Layers för stor blåsorkester, op. 60
- 2002 – Vid tidens slut för recitation/mezzosopran eller baryton, flöjt, oboe, klarinett och stråkorkester till text av Jacques Werup, op. 61a
- 2002 – Vid tidens slut för recitation/mezzosopran eller baryton och piano till text av Jacques Werup, op. 61b
- 2003 – Bells Up! för 2 trumpeter, valthorn, trombon och tuba, op. 62
- 2003 – Flames för flöjt, klarinett, valthorn och fagott, op. 63a
- 2003 – Twins för gitarr och cello, op. 64
- 2003 – Symbiosis för 2 violiner, op. 65
- 2004 – Kalliope för stråkorkester, op. 66
- 2004 – Luminous Surface för 6 slagverkare, op .67
- 2004 – Coloured Flames för flöjt, oboe d'amore eller engelskt horn, klarinett, valthorn och fagott, op. 63b
- 2004 – Fairlight, trombonkonsert nr 1, op. 68
- 2005 – Cellokonsert nr 1, op. 69a
- 2005 – Exposé, konsertfantasi för cello, op. 69b
- 2005 – Shimmering Blue, flöjtkonsert nr 1 för flöjt och kammarorkester, op. 70a
- 2005 – Vision för flöjt, op. 70b
- 2005 – Shimmering Blue, flöjtkonsert nr 1 för flöjt och piano, op. 70c
- 2005 – Open Mind för orkester, op. 71
- 2006 – Carillon för 4 trumpeter, 2 horn, 2 tromboner och tuba, op. 72
- 2006 – Mouthpiece för manskör a cappella till text av tonsättaren, op. 73
- 2006 – Aquarius för piano, op. 74
- 2006 – Chords and Bells för orgel, op. 75
- 2006 – Face it! för trumpet, op. 76
- 2006 – Energy för flöjt (och valfri kombination av piano, bas, trummor), op. 77
- 2007 – Violinkonsert nr 1 för violin och kammarorkester, op. 78
- 2007 – Nattviol för manskör a cappella till text av Carl Snoilsky, op. 79
- 2007 – Variations for Orchestra över teman av Dietrich Buxtehude, op. 80
- 2007 – A. S. in Memoriam för piano, op. 50c
- 2007 – Bridge, trumpetkonsert nr 1 för trumpet och piano, op. 47
- 2008 – Samba Triste för mezzosopran, cello och piano
- 2008 – Konsert för orkester, op. 81
- 2009 – Orchestral Songs on Poems by Emily Dickinson för sopran och orkester, op. 82a
- 2010 – Kammarkonsert nr 2, op. 83
- 2010 – Landscape för violin, op. 84
- 2010 – Öppna en väg, adventskantat för mezzosopran, blandad kör och orgel till text av Lars Björklund, op. 85
- 2010 – Concert fantastique, klarinettkonsert nr 1, op. 86
- 2011 – Kontrabaskonsert nr 1, op. 87
- 2011 – Bassic Instinct för kontrabas, op. 88
- 2011 – Taurus för piano, op. 89
- 2011 – Suite fantastique för klarinett och piano, op. 90
- 2012 – Airy Flight, bossa för trumpet och stråkar, op. 91a
- 2012 – Lukaspassionen för flöjt, oboe, mezzosopran, baryton, blandad kör, orgeln, cello, (kontrabas, trummor) till text av Göran Greider och från Lukasevangeliet, op. 92
- 2012 – Golden Harmony, sopransaxofonkonsert nr 1, op. 93
- 2012 – Opening Sounds för orkester, op. 94
- 2013 – Orchestral Songs on Poems by Emily Dickinson för sopran och piano, op. 82b
- 2013 – Tour de force för orkester, op. 95
- 2013 – Till skuggan av en verklighet för sopran och stråkkvartett till text av Karin Boye, op. 96
- 2014 – Garden of Devotion för sopran och stråkorkester till text av Rabindranath Tagore, op. 97
- 2014 – Suite for Woodwind Quintet, op. 98
- 2014 – Forlorn för sopran cello och stråkorkester till text av Rabindranath Tagore, op. 99
- 2014 – Ich denke Dein...  för sopran och orkester till text av Johann Wolfgang von Goethe, Joseph von Eichendorff och Rainer Maria Rilke, op. 100
- 2015 – Tidig gryning för sopran, cello/fagott och piano till text av Edith Södergran, op. 102
- 2015 – In i evigheten för sopran och orkester till text av Karin Boye, op. 103
- 2016 – Clavis paradisi för blandad kör a cappella, op. 104